# Йордан Керезов
Йордан Иванов Керезов е български политик от БЗНС (казионен).

## Биография
Роден е на 21 октомври 1904 г. в Ихтиман. Брат му Стамо Керезов е политик от БКП. Учи в местната гимназия, но напуска след 5 клас поради смъртта на майка си. Започва да учи дърводелство, за да подпомага семейството си. След това започва работа във фабриката за мебели в Долна Баня. От 1924 г. подкрепя позициите на Единния фронт – съюз между БЗНС и БКП. През 1934 г. става член на нелегалния Младежки земеделски съюз „Врабча 1“. По това време е член на нелегалното Постоянно присъствие на БЗНС. Съдейства на Ихтиманския партизански отряд за снабдяване с оръжия. През 1947 г. е избран за кмет на Ихтиман. Член е на Управителния съвет на БЗНС, на окръжното ръководство на БЗНС в София и на ОК на борците против фашизма и капитализма. С указ № 3541 от 2 септември 1984 г. е обявен за герой на социалистическия труд. Носител е още на ордените „9 септември 1944 г.“, „Народна свобода 1941 – 1944 г.“ и други.